# Kariem Hussein
Kariem Hussein (Münsterlingen, 4 gennaio 1989) è un ostacolista svizzero, di origine egiziana.

## Palmarès
| Anno | Manifestazione   | Sede           | Evento   | Risultato  | Prestazione | Note                          |
| ---- | ---------------- | -------------- | -------- | ---------- | ----------- | ----------------------------- |
| 2011 | Europei under 23 | Ostrava        | 400 m hs | Semifinale | 52"55       |                               |
| 2011 | Europei under 23 | Ostrava        | 4x400 m  | Batteria   | 3'15"11     |                               |
| 2012 | Europei          | Helsinki       | 400 m hs | Semifinale | 50"81       |                               |
| 2013 | Universiadi      | Kazan'         | 400 m hs | Semifinale | 51"94       |                               |
| 2014 | Europei          | Zurigo         | 400 m hs | Oro        | 48"96       | Miglior prestazione personale |
| 2015 | Mondiali         | Pechino        | 400 m hs | Semifinale | 48"59       |                               |
| 2016 | Europei          | Amsterdam      | 400 m hs | Bronzo     | 49"10       |                               |
| 2016 | Giochi olimpici  | Rio de Janeiro | 400 m hs | Batteria   | 49"80       |                               |
| 2017 | Mondiali         | Londra         | 400 m hs | 8º         | 50"07       |                               |
| 2019 | Mondiali         | Doha           | 400 m hs | Batteria   | 50"62       |                               |